# Apomecyna subcavifrons
Apomecyna subcavifrons là một loài bọ cánh cứng trong họ Cerambycidae.